# أدينة قلي (غلامان)
أدینة قلي (بالفارسية: ادینه قلی) هي مستوطنة تقع في إيران في قسم غلامان الريفي. يقدر عدد سكانها بـ 522 نسمة بحسب إحصاء 2016.